# Diaixidae
Diaixidae é uma família de copépodes pertencentes à ordem Calanoida.
Géneros:
- Anawekia Othman & Greenwood, 1994
- Diaixis Sars, 1902
- Pogonura Komeda & Ohtsuka, 2020
- Procenognatha Markhaseva & Schulz, 2010
- Ranthaxus Markhaseva & Schulz, 2010
- Sensiava Markhaseva & Schulz, 2006
- Thoxancalanus Markhaseva, Laakmann & Renz, 2014
- Vensiasa Markhaseva, 2015
- Xancithrix Markhaseva, 2012